# Панама на Светском првенству у атлетици у дворани 2014.
Панама је осми пут учествовала на Светском првенству у атлетици у дворани 2014. одржаном у Сопоту од 7. до 9. марта. Репрезентацију Панаме представљала су 2 такмичара (1 мушкарац и 1 жена), који су се такмичили у две дисциплине.,
На овом првенству Панама није освојила ниједну медаљу. Постављен је по један континентални, национални и лични рекорд.

## Учесници
| Мушкарци: - Ирвин Саладино — Скок удаљ | Жене: - Ивет Луис — 60 м препоне |  |

## Резултати

### Мушкарци
| Атлетичар      | Дисциплина | Лични рекорд | Квалификација | Квалификација | Финале               | Финале  | Детаљи |
| Атлетичар      | Дисциплина | Лични рекорд | Резултат      | Место         | Резултат             | Место   | Детаљи |
| -------------- | ---------- | ------------ | ------------- | ------------- | -------------------- | ------- | ------ |
| Ирвин Саладино | скок удаљ  | 8,23 ЈАР, НР | 7,94          | 11            | Није се квалификовао | 11 / 17 |        |

### Жене
| Атлетичарка | Дисциплина   | Лични рекорд | Квалификација | Квалификација | Полуфинале | Полуфинале | Финале                | Финале      | Детаљи |
| Атлетичарка | Дисциплина   | Лични рекорд | Резултат      | Место         | Резултат   | Место      | Резултат              | Место       | Детаљи |
| ----------- | ------------ | ------------ | ------------- | ------------- | ---------- | ---------- | --------------------- | ----------- | ------ |
| Ивет Луис   | 60 м препоне | 7,92 ЈАР, НР | 7,91 ЈАР      | 2. у гр. 2    | 8,00       | 6. у гр. 1 | Није се квалификовала | 9 / 29 (30) |        |